# Mpelembe (Serenje)
Mpelembe è un ward dello Zambia, parte della Provincia Centrale e del Distretto di Serenje.